# LMS 2形2-6-2T蒸気機関車

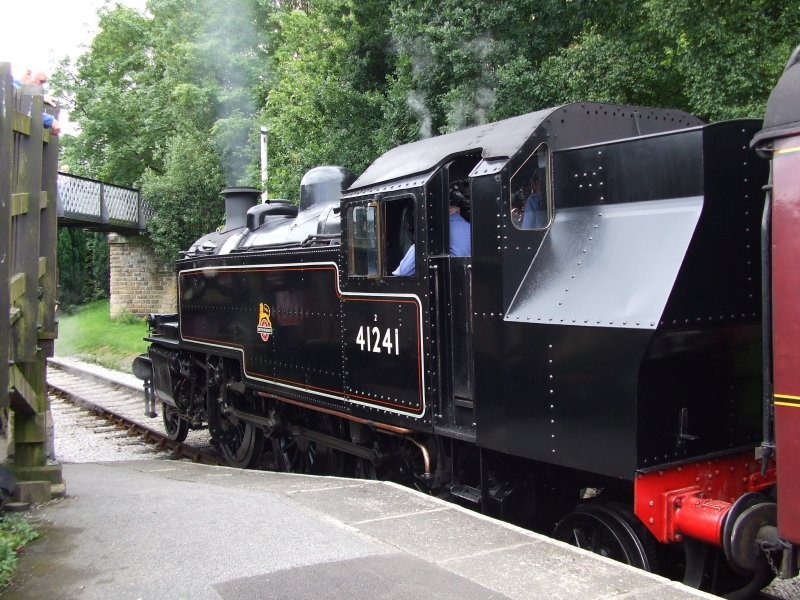
41241号機関車の石炭庫の形状

LMS 2形2-6-2T蒸気機関車（LMS 2がた2-6-2Tじょうききかんしゃ）は、イギリスのロンドン・ミッドランド・アンド・スコティッシュ鉄道（LMS）が導入した蒸気機関車の1形式である。ジョージ・イヴァットが設計した車輪配置 2-6-2の客貨両用タンク機関車で、1946年からイギリス国鉄発足後の1952年までに130両が製造された。

## 概要
LMSにはさまざまな老朽化したタンク機関車があり、新しい小型の機関車を交換する必要があった。グレート・ウェスタン鉄道4500形および4575形といった車輪配置 2-6-2形（「プレーリー」）タンク機関車の成功はよく知られていた。ジョージ・イヴァットは、自動放出式の灰箱や揺動式火格子といった、作業者を保護する機構を取り入れた新しい機関車を設計した。テンダー機関車版に当たるLMS 2形2-6-0蒸気機関車も製造された。LMSは2Pとして分類したが、イギリス国鉄は2MTに分類した。
この機関車はLMS 2-6-2T蒸気機関車 (スタニア)を発展させたLMS 2-6-2T蒸気機関車 (ファウラー)をベースとしている。10台は1948年の国有化前にLMSによって建造され、番号は1200 - 1209だった。イギリス国鉄は番号に接頭辞「4」を追加したため、41200 - 41209となった。さらに120台がイギリス国鉄によって製造された（番号41210 - 41329）。7000両目の機関車となった41272を含むほとんどがクルー工場(en)で製造されたが、最後の10台はダービーで製造された。50台の機関車にプッシュプル装置が取り付けられた（No.41210 - 41229、41270 - 41289、および41320 - 41329）。
最後の30台のクルー製の機関車、41290 - 41319は、新しい地域から南部地域に割り当てられた。残りはLMS地域に配属された。
本形式は、イギリス国鉄2形2-6-2T蒸気機関車（番号84000 - 29）の基礎を形成した。

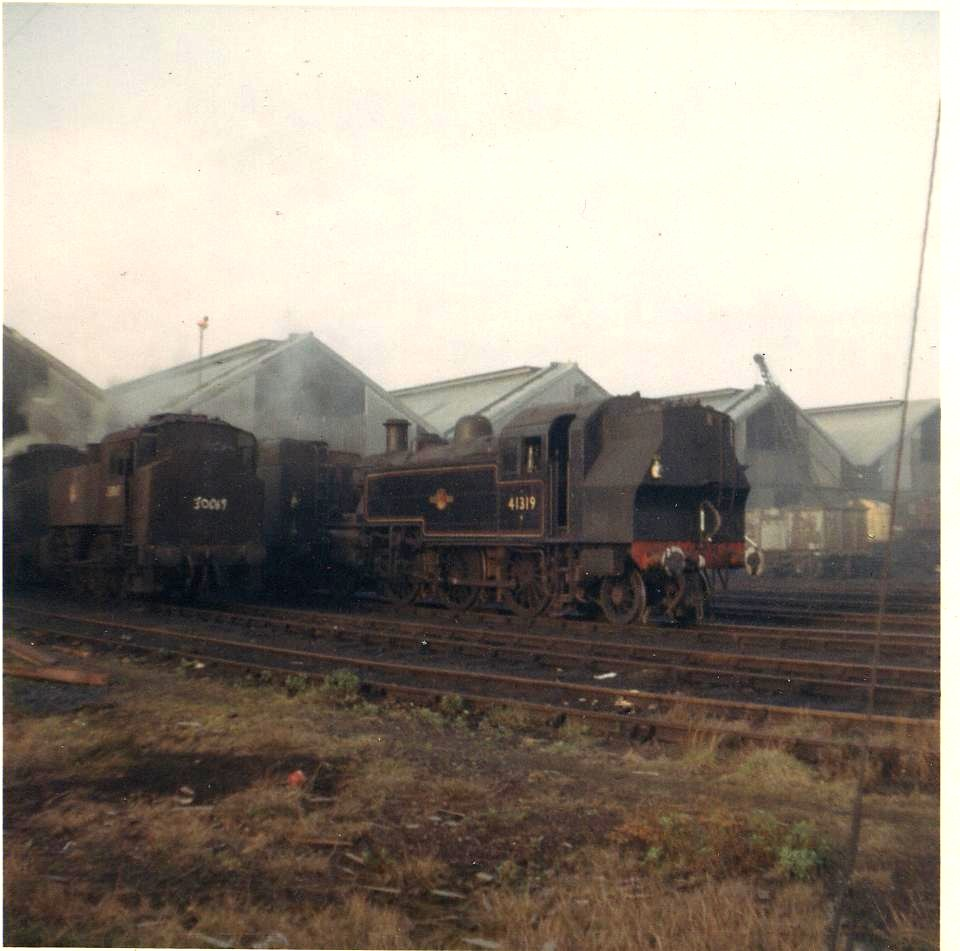
SRの例の1つである1967年2月に配属されたEastleighの41319号機関車